# Tren de la Jungfrau
El tren de la Jungfrau (alemany: Jungfraubahn, JB) és una línia de ferrocarril de cremallera de via métrica, d'uns 9 km de longitud, que comunica l'estació de Kleine Scheidegg a la Vall de Grindelwald als Alps Bernesos de Suïssa, amb l'estació de ferrocarril més alta d'Europa, al Jungfraujoch a 3.454 msnm. El tren passa gairebé íntegrament dins d'un túnel excavat a l'interior de les muntanys de l'Eiger i el Mönch. Dues de les estacions se situen al centre del túnel, dins de l'Eiger, on els passatgers poden desembarcar per observar les muntanyes veïnes a través de finestres obertes als vessants de la muntanya. La secció descoberta a l'aire lliure, acaba a l'estació d'Eigergletscher a 2.320 msnm, el que el converteix en el segon tren a l'aire lliure més alt de Suïssa. La línia es va electrificar amb corrent trifàsic a 1.125 volts, a 50 Hz, i és una de les quatre línies al món que utilitzen aquest sistema d'electrificació.
A Kleine Scheidegg el JB connecta amb el Wengernalpbahn (WAB), que té dues rutes per la muntanya, a Lauterbrunnen i Grindelwald, des d'on el Berner Oberland Bahn (BOB) es connecta amb els Ferrocarrils Federals a Interlaken.
La línia és propietat de la Jungfraubahn Holding AG, una societat de cartera, que també és propietària de la Wengernalpbahn i del ferrocarril de muntanya Lauterbrunnen-Mürren. A través d'aquesta societat, que forma part de l'aliança de màrqueting Allianz-Jungfrau Top of Europe, que també inclou la propietat separada Berner Oberland Bahn i Schynige Platte Railways.

## Història
- 1860 (aprox.) Hi havia molts plans diferents per a un ferrocarril de muntanya a la Jungfrau, que van fracassar a causa de problemes financers.
- 1894 L'industrial Adolf Guyer-Zeller va rebre una concessió per a un ferrocarril de cremallera, que va començar des de l'estació de Kleine Scheidegg de Wengernalpbahn (WAB), amb un túnel a través de l'Eiger i el Mönch fins al cim de la Jungfrau.
- 1896 es va iniciar la construcció. Els treballs de construcció avançaren ràpidament.
- 1898 el Jungfraubahn queda obert fins a l'estació Eigergletscher, al peu de l'Eiger.
- 1899 Sis treballadors moren en una explosió. Hi ha una vaga de quatre mesos dels treballadors. Adolf Guyer-Zeller mor a Zúric el 3 d'abril. La secció de l'estació Eigergletscher a l'estació Rotstock s'obre el 2 d'agost
- 1903 La secció de l'estació Rotstock a l'estació Eigerwand s'obre el 28 de juny.
- 1905 La secció de l'estació Eigerwand a l'estació Eismeer s'obre el 25 de juliol.
- 1908 Hi ha una explosió a l'estació Eigerwand.
- 21 febrer 1912, setze anys després de començar els treballs, l'equip de perforació finalment trenca fins a la glacera a Jungfraujoch. L'estació de tren Jungfraujoch fou inaugurada l'1 d'agost.
- 1924 "La casa per sobre dels núvols" a Jungfraujoch s'obre el 14 de setembre.
- 1931 S'obre l'estació d'investigació al Jungfraujoch.
- 1937 S'obre l'Observatori Sphinx. Es compra una llevaneu i això en permet el funcionament durant tot l'any.
- 1942 Reubicació de les oficines de l'empresa de Zúric a Interlaken.
- 1950 S'instal·la la cúpula de l'Observatori Sphinx.
- 1951 La secció d'adherència entre l'estació de Jungfraujoch i la d'Eismeer esdevé de cremallera.
- 1955 Un segon dipòsit a Kleine Scheidegg es construeix. L'oficina de correus inaugura la seva estació de relleu en el Jungfraujoch.
- 1972 Les finestres panoràmiques són instal·lades a Eigerwand i Eismeer. La casa de muntanya Jungfraujoch i la casa de turisme són destruïts per un incendi el 21 d'octubre.
- 1975 Una nova casa de turisme s'obre.
- 1987 Una nova casa de muntanya s'obre l'1 d'agost.
- 1991 Un nou vestíbul de l'estació s'obre al Jungfraujoch.
- 1993 S'amplia el dipòsit de Kleine Scheidegg.
- 1996 S'obre la coberta d'observació a l'Observatori Sphinx.
- 1997 Per primera vegada, el nombre de visitants anuals sobrepassen 500.000.
- 2000 L'1 de juny es rep un número de registre diari de 8.148 visitants.

## Característiques principals
| Característiques              |                                        |
| ----------------------------- | -------------------------------------- |
| Altitud de l'estació superior | 3.454 msnm                             |
| Altitud de l'estació inferior | 2.061 msnm                             |
| Desnivell                     | 1.393 msnm                             |
| Longitud operativa            | 9.300 m                                |
| Ample de via                  | 1000 cm                                |
| Tipus carril                  | Cremallera Strub                       |
| Velocitat operacional         | 12,5 km/h (25 km/h per sota Eismeer)   |
| Gradient de major pendent     | 25%                                    |
| Radi mínim de corba           | 100 m                                  |
| Túnels                        | 2: 7.320 m / 84 m (80% del recorregut) |
| Electrificació                | Corrent trifàsic 1125 Volts / 50 Hz    |

## Estacions[4]
| Estacions                   |            |
| --------------------------- | ---------- |
| Estació Kleine Scheidegg    | 2.061 msnm |
| Estació de servei Fallboden | 2.150 msnm |
| Estació Eigergletscher      | 2.320 msnm |
| Estació Eigerwand           | 2.864 msnm |
| Estació Eismeer             | 3.158 msnm |
| Estació Jungfraujoch        | 3.454 msnm |

## Material rodant
Atès que la majoria del trajecte del tren és dins d'un túnel, fou dissenyat per funcionar amb l'electricitat des de la seva concepció. El material rodant permet transportar fins a 230 persones per tren. Opera a 12.5 km/h a les parts més costerudes de la pujada. La funció dels motors a dues velocitats permet a les unitats operar al doble d'aquesta velocitat a la part menys inclinada de l'ascensió (per sobre de l'estació de Eismeer).
Els motors operen de manera regenerativa durant el descens, cosa que els permet generar electricitat al llarg de la baixada, alimentant de nou el sistema de distribució d'energia. Aproximadament el 50% de l'energia necessària per a un ascens es recupera durant el descens. És aquesta generació la que regula la velocitat de descens.
Equips llevaneu són essencials en la secció descoberta de la línia entre Kleine Scheidegg i Eigergletscher.
El ferrocarril també opera alguns vehicles de càrrega dedicats a proveir els serveis per als visitants al Jungfraujoch, incloent un tanc per al transport d'aigua addicional.
| Material rodant (2011)       | Tipus i números  | Nombre | Any de construcció | Constructor(s)                                     | Places assegudes segona classe | Detalls | Imatge                  |
| ---------------------------- | ---------------- | ------ | ------------------ | -------------------------------------------------- | ------------------------------ | ------- | ----------------------- |
| Vagons automotors            | BDhe 2/4 201-210 | 10     | 1955-1964          | SLM / BBC                                          | 41                             |         | Vagons                  |
| Vagons automotors            | BDhe 4/8 211-218 | 8      | 1992-2002          | 211-214 : SLM / ABB 215-218 : Stadler / Bombardier | 108                            |         | Vagons a Eigergletscher |
| Locomotores elèctriques      | He 2/2 8-11      | 4      | 1912               | SLM / BBC                                          | –                              |         |                         |
| Vagons amb cabina de control | Bt 25-34         | 10     | 1955-1964          | SWS / BBC / JB                                     | 56                             |         |                         |

## Galeria

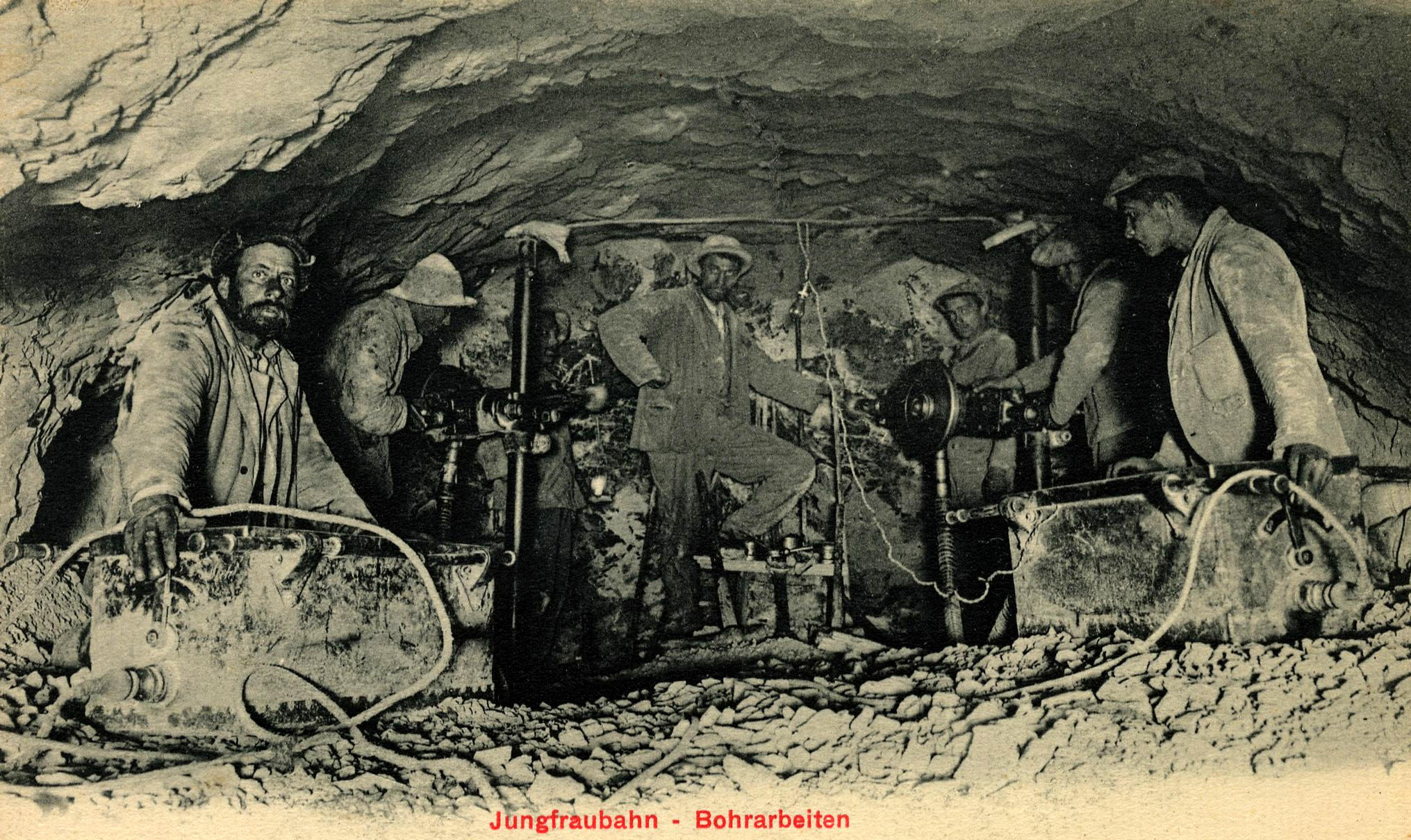
La construcció del Jungfraubahn
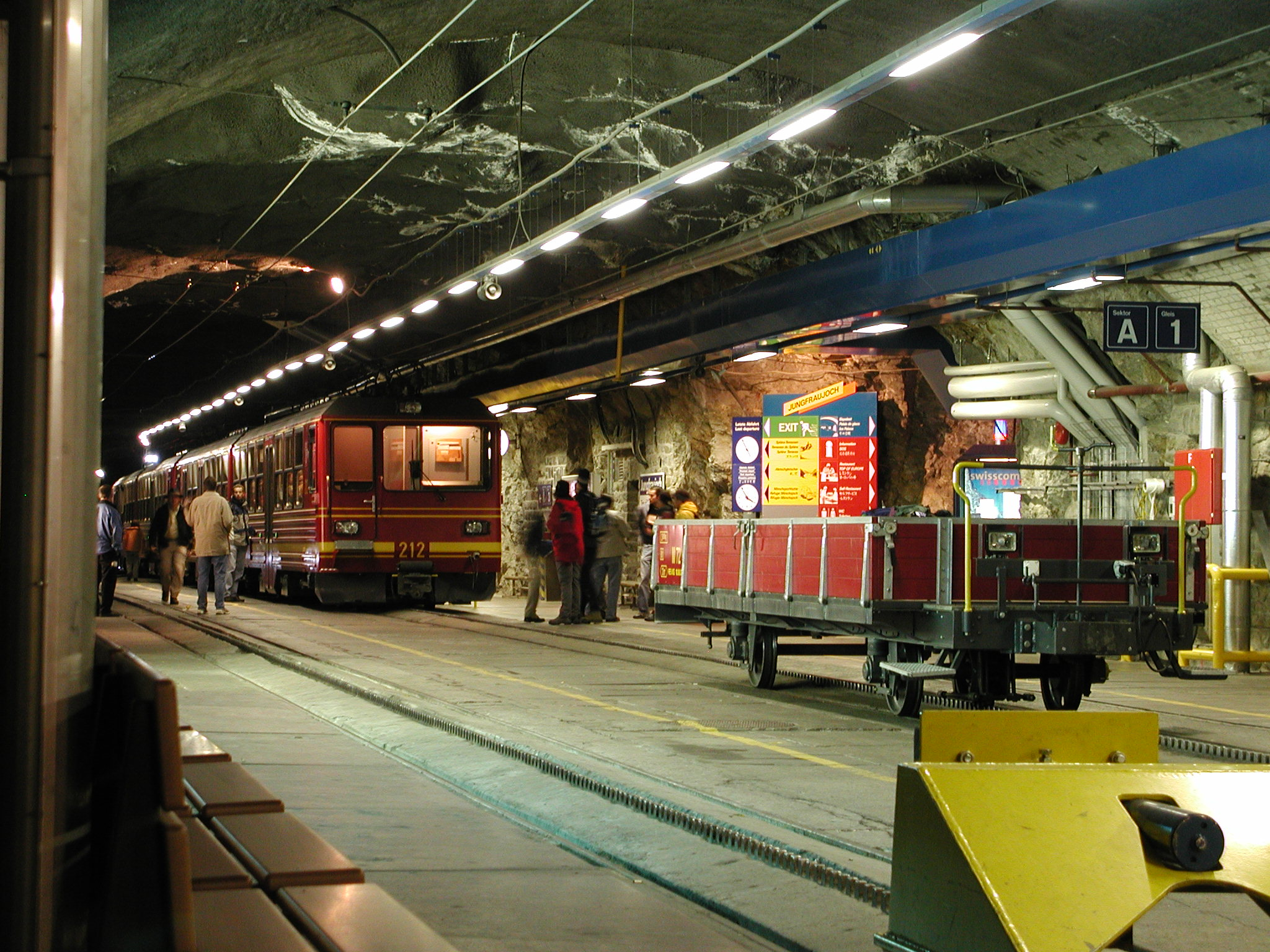
Estació Jungfraujoch a 3.454 msnm, fronterera entrre el cantó de Berna i el cantó delValais
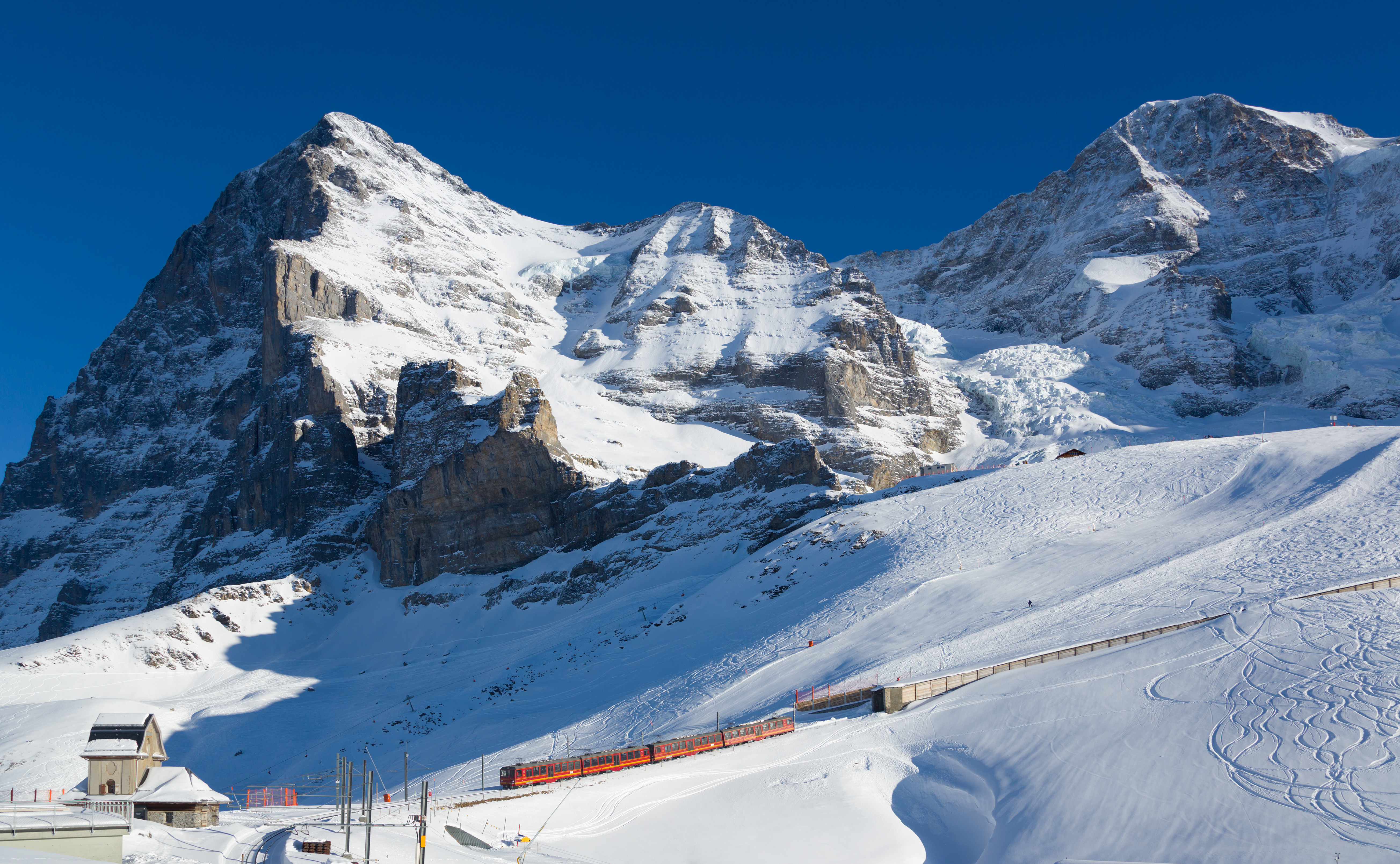
Tren entre Kleine Scheidegg i Eigergletscher
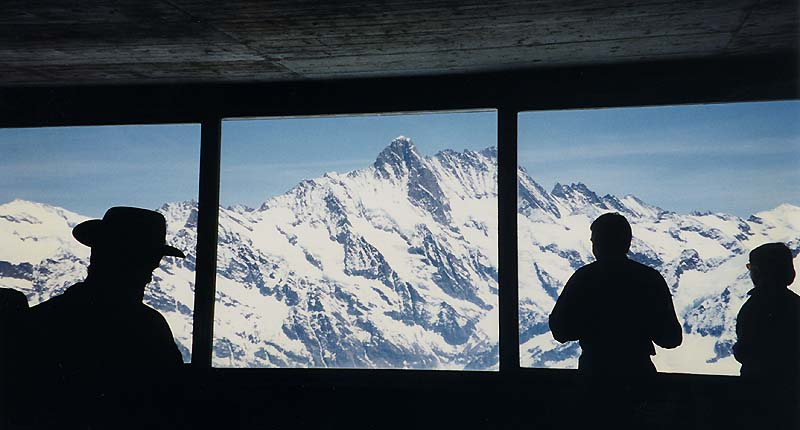
El Schreckhorn domina la vista des de la finestra de l'estació Eismeer, al tunnel principal.
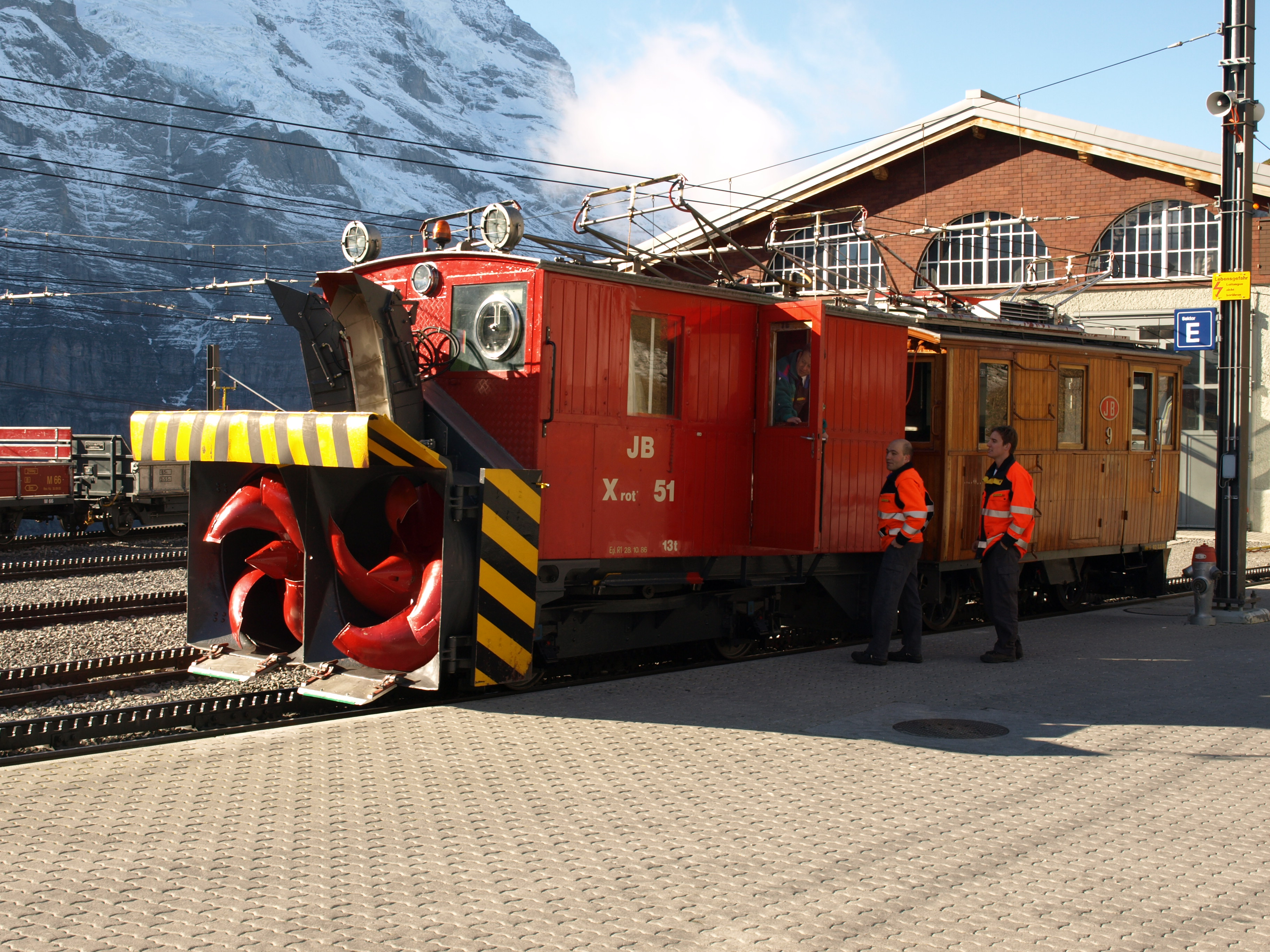
Un llevaneu a Kleine Scheidegg.
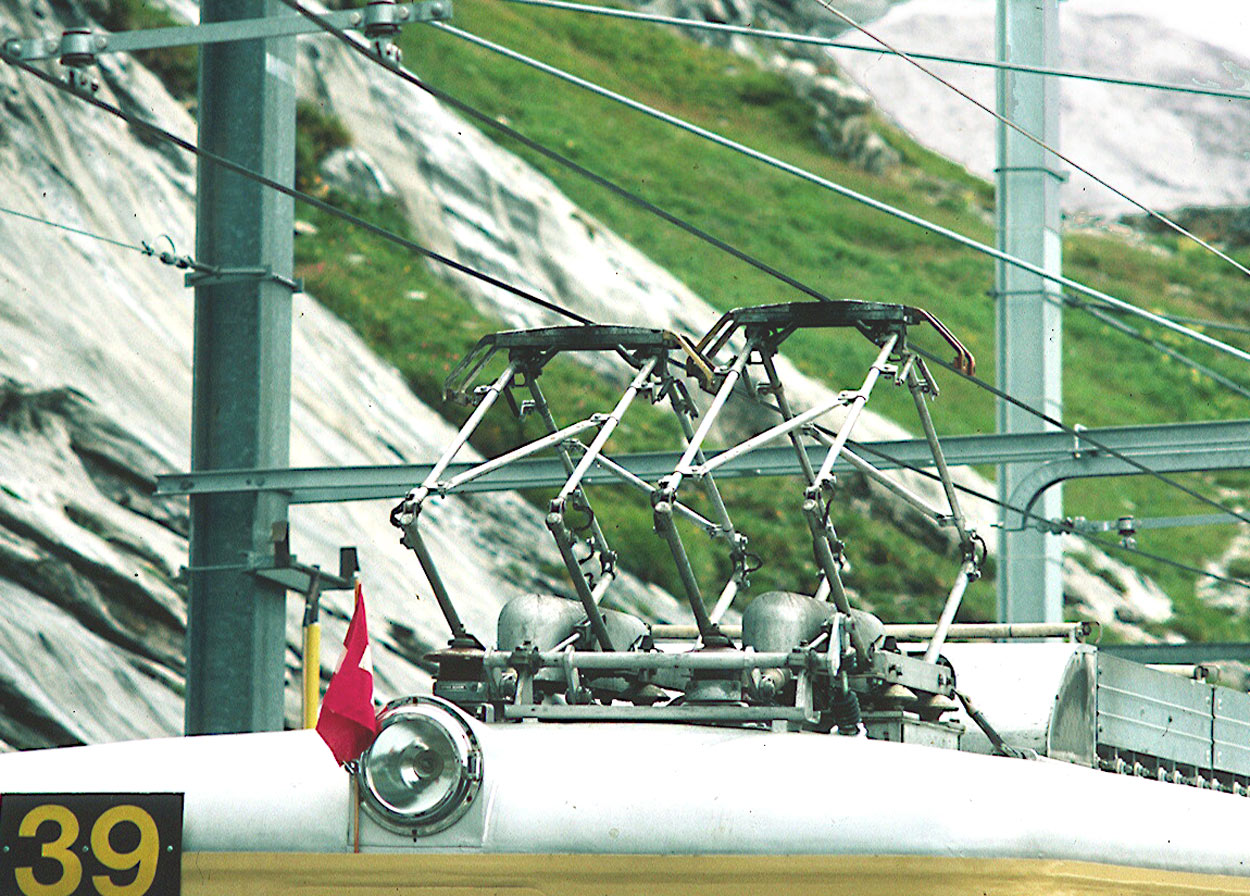
El Jungfraubahn pren el corrent trifàsic d'una doble catenària usant 2 pantògrafs bessons. La tercera fase és a la via.
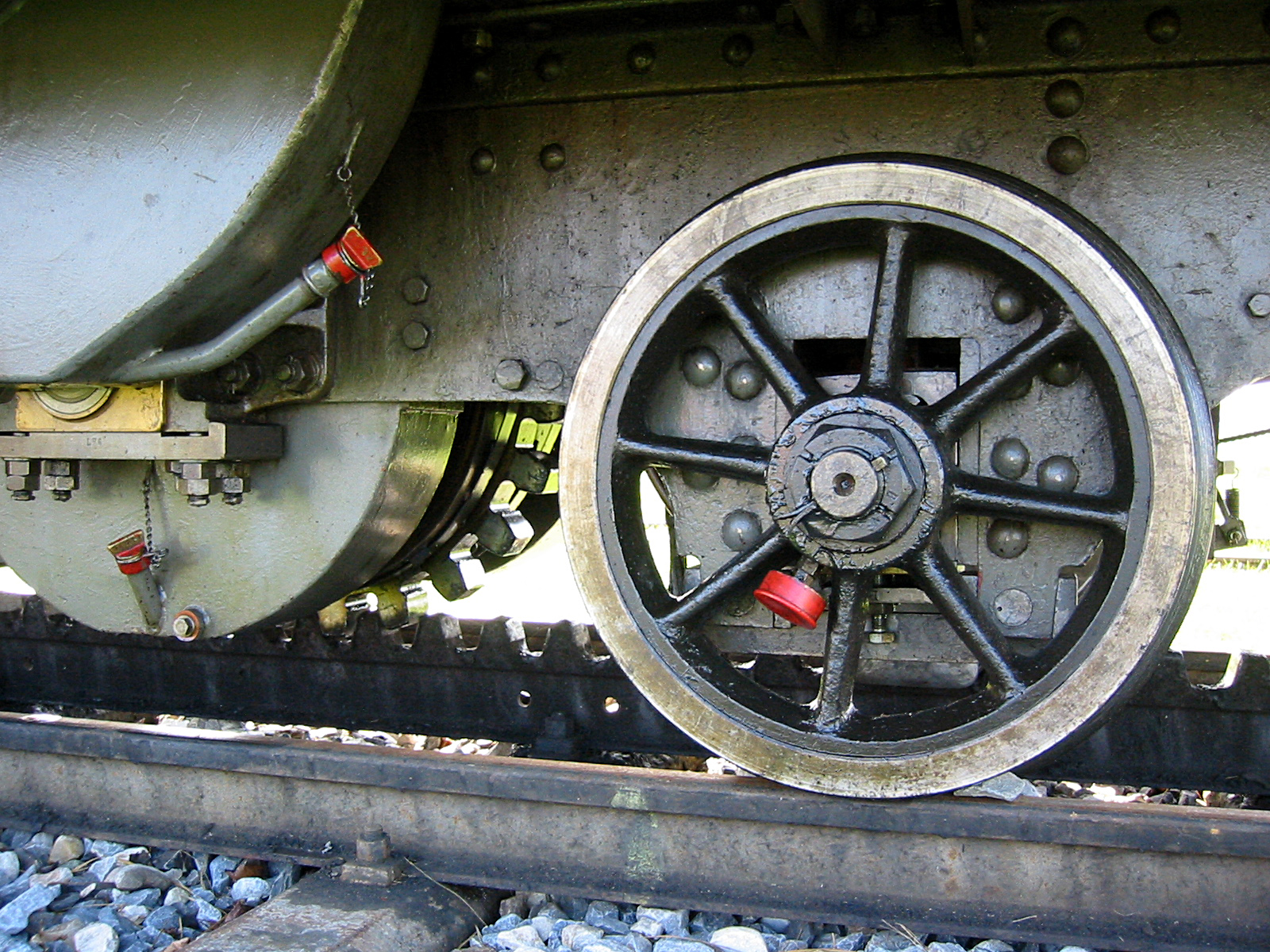
El sistema de cremallera sota una Locomotora Rowan He 2/2 no. 6.
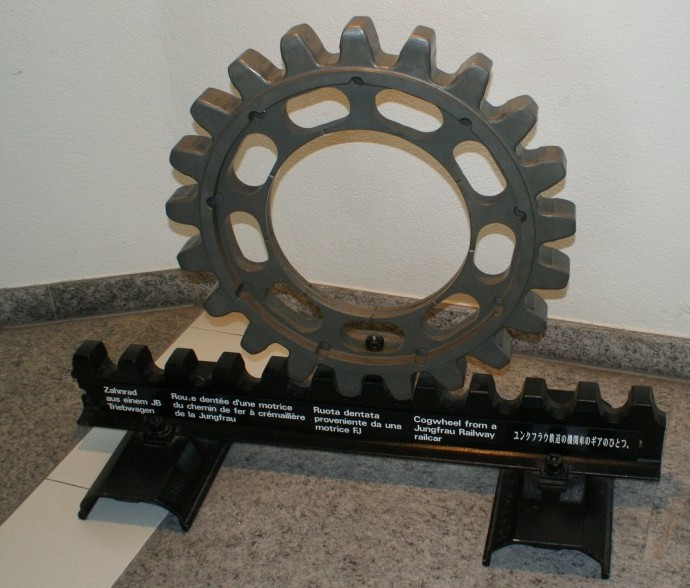
Detall del sistema de cremallera